# 옥토버페스트

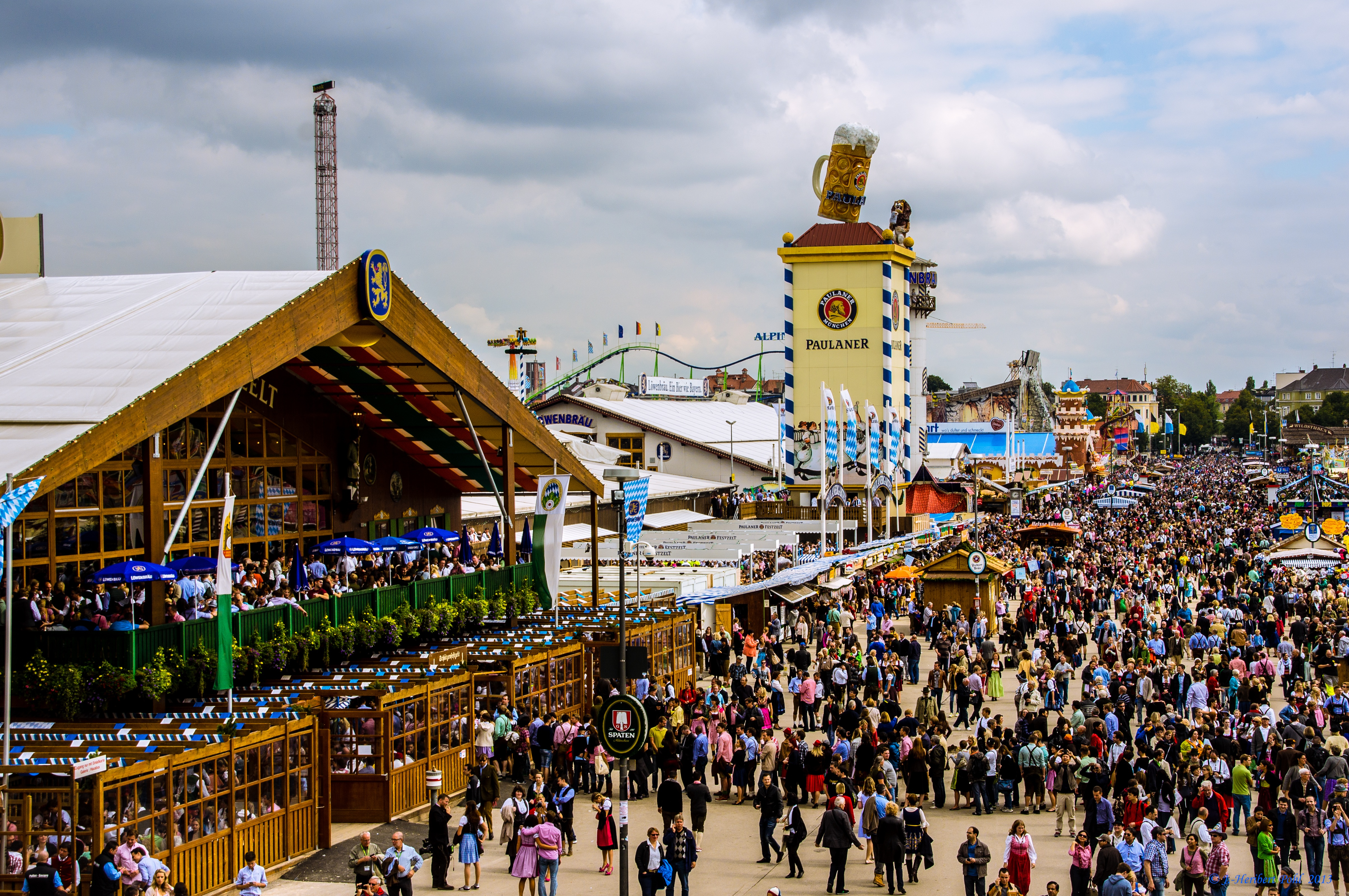
옥토버페스트

옥토버페스트(독일어: Oktoberfest →Oktober(10월) + Fest(축제))는 독일 바이에른주 뮌헨에서 9월 말부터 10월 초까지 2주 동안 열리는 축제이다.
1810년부터 뮌헨 서부의 테레지엔비제에서 열리며, 세계 최대 규모의 민속축제이다. 이 축제를 위해 뮌헨의 양조사들은 특별히 알코올 도수가 높은 맥주를 만들어 내놓는다. 관광객 500만 명 이상이 방문하며, 소시지 20만 개 이상, 맥주 500만 리터 이상 소비되는 거대한 축제다.
축제 기간 동안 남성은 독일의 전통의상인 레더호젠을 입으며 여성은 디른들을 입는다.

## 역사

### 첫 번째 옥토버페스트
옥토버페스트는 독일의 다른 민속축제들에 비해서 비교적 짧은 역사를 지니고 있다. 1810년 10월 12일 첫 축제가 열렸으며, 그 계기가 된 것은 바이에른의 세자 루트비히 1세와 작센의 테레제 공주의 결혼식을 축하하기 위해 열린 경마경기였다. 이후 경마가 열린 잔디공원은 공주의 이름을 따서 테레지엔비제(Theresienwiese)로 불리게 되었다.
루트비히 1세는 고대 그리스 문화에 심취해 있었는데, 신하 중 한 사람이 축제를 고대 올림픽 경기처럼 열 것을 제안했다. 이 제안은 받아들여져서 첫 번째 옥토버페스트는 스포츠 경기에 치우친 축제로 열렸다. 바이에른 왕실은 국민들이 이 축제를 매우 좋아했기 때문에 다음 경마경기를 다시 열기로 한다. 이렇게 해서 옥토버페스트가 시작되었다.

### 민속축제로의 발전

#### 19세기
1850년에는 축제가 열리는 공원 앞에 20여 미터 크기의 바바리아 상(바이에른을 상징하는 여신상)이 세워졌고, 1853년에는 그 뒤편에 루메스할레(Ruhmeshalle)라는 건물이 완공되어 이후 축제의 상징물이 되었다. 그 다음 몇 해는 콜레라와 전쟁으로 인해 몇 번 축제가 열리지 못했다.
19세기가 끝날 무렵에는 그 규모가 점점 커져 세계에 널리 알려진 민속 축제로 발전하게 되었다. 축제가 열리는 기간이 날씨가 따뜻하고 맑은 9월로 앞당겨지며 길어졌으며, 이 기간의 변경으로 옥토버페스트는 개최 기간의 마지막 주말 정도만 10월에 걸치게 되었다. 1880년부터는 시 당국이 맥주 판매를 허용했으며, 1881년에는 처음으로 구운 소시지(bratwurst)를 파는 "Hendlbraterei"가 문을 열었다. 전기 전등이 400여 개의 텐트를 밝히게 되었으며, 더 많은 방문객들이 음악을 들으며 술을 마실 수 있도록 양조장들은 거대한 맥주홀(Bierhalle)을 만들었다.

#### 20 세기
1910년에 옥토버페스트는 100주년을 맞았으며, 120만 리터의 맥주가 소비되었다.
1914년부터 1918년까지는  제 1차 세계대전으로 인해 축제가 열리지 못했다. 1919년과 1920년에도 대규모 축제는 열리지 못하고 소규모의 가을 축제만 열렸다. 1923년과 1924년에는 인플레이션으로 인해 다시 한번 축제가 취소되었다. 또한 제 2차 세계대전 동안인 1939년부터 1945년까지도 축제가 전혀 열리지 못했다. 전쟁이 끝난 1945년부터 1948년까지 역시 소규모의 가을 축제만이 열릴 수 있었다. 축제가 처음 생긴 이래 옥토버페스트는 24번 열리지 못했다.
1950년 뮌헨 시장 토마스 빔머가 처음으로 맥주통 꼭지를 따는 행사로 축제를 시작했다. 이것은 현재는 옥토버페스트의 빠질 수 없는 전통이 되었다. 이후 옥토버페스트는 다시 세계 최대의 민속축제로 발전해갔다.
1980년 9월 26일에는 옥토버페스트 최악의 사건이 터졌다. 축제가 열리는 축제장 대문에서 폭탄이 터져 13명이 죽고 200여 명이 부상을 입었다. 그중 68명은 중상이었다.

#### 현재의 옥토버페스트
옥토버페스트에는 현재 매년 600만 명이 찾고 있으며, 방문자의 수는 매년 늘고 있다. 이들 중에 독일인이 아닌 외국인의 수는 15% 정도에 이르며, 이탈리아, 미국, 일본, 호주인들이 그 중에 다수를 차지한다.
그러나 방문한 사람들의 과음이 점점 문제가 되고 있다. 축제장이 술주정꾼의 난장판으로 만들지 않기 위해서 2024년에는 "조용한 옥토버페스트(Ruhigen Wiesn)"라는 조직이 결성되기도 했다. 또한 각 텐트 운영자들은 17시 이전에 전통 관악음악만 연주하고, 음악의 크기도 85 데시벨 이하가 되도록 강제하고 있다. 밤이 되면 대중음악도 연주할 수 있다. 이는 옥토버페스트가 가족과 노인들도 거부감 없이 방문할 수 있고, 전통적인 분위기도 유지하기 위한 것이다.